# Paris-Roubaix de 1962
A 60.ª edição da Paris-Roubaix teve lugar a 9 de abril de 1962 e foi vencida pelo belga Rik Van Looy, que a ganhou no ano anterior. Chegou em solitário à linha de meta.

## Classificação final
| Posição | Ciclista          | Equipa                  | Tempo      |
| ------- | ----------------- | ----------------------- | ---------- |
| 1       | Rik van Looy      | Flandria-Faema-Clement  | 6h 43' 57" |
| 2       | Emile Daems       | Philco                  | + 25"      |
| 3       | Frans Schoubben   | Peugeot                 | m. t.      |
| 4       | Joseph Planckaert | Flandria-Faema-Clement  | m. t.      |
| 5       | Raymond Poulidor  | Mercier-BP-Hutchinson   | m. t.      |
| 6       | Jos Wouters       | Solo-Van Steenbergen    | + 2' 40"   |
| 7       | Frans Aerenhouts  | Mercier-BP-Hutchinson   | m. t.      |
| 8       | Jean Forestier    | Gitane-Geminiani-Leroux | m. t.      |
| 9       | Raymond Impanis   | Flandria-Faema-Clement  | m. t.      |
| 10      | Guido Carlesi     | Philco                  | + 2' 57"   |